# 11433 Gemmafrisius
11433 Gemmafrisius eller 3474 T-3 är en asteroid i huvudbältet som upptäcktes den 16 oktober 1977 av den nederländsk-amerikanske astronomen Tom Gehrels och det nederländska astronomparet Ingrid van Houten-Groeneveld och Cornelis Johannes van Houten vid Palomarobservatoriet. Den är uppkallad efter läkaren, astronomen och matematikern Gemma Frisius.
Asteroiden har en diameter på ungefär 3 kilometer och den tillhör asteroidgruppen Nysa.